# بسکتبال مردان کنتاکی وایلدکتز
بسکتبال مردان کنتاکی وایلدکتز (به انگلیسی: Kentucky Wildcats men's basketball) تیم بسکتبال مردان دانشگاه کنتاکی است که رکورددار بیشترین تعداد برد در تاریخ دانشگاه‌ها با بیش از ۲۱۰۰ برد و بالاترین دvصد برد (۷۶٪) در تاریخ بسکتبال دانشگاهی است.
مسابقات خانگی تیم در ورزشگاه «روپ آرنا» برگزار می‌شود. این ورزشگاه بزرگ‌ترین ورزشگاه بسکتبال در ایالات متحده آمریکاست. جان کالیپاری از سال ۲۰۰۹ هدایت تیم را به عنوان سرمربی به عهده گرفته‌است.

## بازیکنان شاخص
تا به حال ۲ بازیکن از این تیم به عنوان اولین انتخاب در NBA Draft توسط تیم‌های اتحادیه ملی بسکتبال برگزیده شده‌اند؛ همچنین ۱۳ بازیکن این تیم در مسابقات بسکتبال المپیک موفق به کسب مدال طلا به همراه تیم آمریکا شده‌اند. تالار مشاهیر اتحادیه ملی بسکتبال تا به حال ۹ نفر از بازیکنان این تیم را وارد این تالار کرده‌است.
از بازیکنان شاخص این تیم دانشگاهی می‌توان به اسامی زیر اشاره کرد:
پت رایلی، تیشان پرینس، ریجان راندو، جان وال، دی‌مارکوس کازینز، اریک بلدسو، انتونی دیویس و مایکل کید-گلیکریست.